# Orthosia estrigata
Orthosia estrigata là một loài bướm đêm trong họ Noctuidae.